# Barcelona KIA 2008
Il Barcelona KIA 2008 è stato un torneo di tennis giocato sulla terra rossa.
È stata la 2ª edizione del Barcelona KIA, che fa parte della categoria Tier IV nell'ambito del WTA Tour 2008.
Si è giocato al David Lloyd Club Turó di Barcellona in Spagna, dal 9 al 15 giugno 2008.

## Campioni

### Singolare
Marija Kirilenko ha battuto in finale  María José Martínez Sánchez, 6–0, 6–2

### Doppio
Lourdes Domínguez Lino /  Arantxa Parra Santonja hanno battuto in finale  Nuria Llagostera Vives /  María José Martínez Sánchez, 4–6, 7–5, 10–4